# Лексика эстонского языка
Лексика эстонского языка — совокупность всех существующих и существовавших лексических единиц эстонского языка. Понятие «лексика» включает в себя не только слова исконно эстонского или прибалтийско-финского происхождения, но и заимствования из других языковых групп, аббревиатуры, слова литературного языка, диалектизмы и сленг. На лексический фонд эстонского языка оказали большое влияние не только непосредственно прибалтийско-финские языки, но и другие финно-угорские, а также германские (см. ниже) и славянские языки (в частности, русский).
Не считая слов, унаследованных от праязыкового финно-угорского (и далее — уральского) состояния, наибольший вклад в лексику эстонского языка (до трети от всех слов) внесли германские языки, в основном нижнесаконский (средненижненемецкий язык) в эпоху существования Тевтонского ордена на территории Эстонии и верхненемецкий (в том числе стандартный немецкий язык). Доля заимствований из нижнесаксонского и верхненемецкого языков составляет 22—25 %, только из нижнесаксонского — 15 %.

## Ex nihilo
Журналист и педагог Адо Гренцштейн использовал формулировку ex nihilo или Urschöpfung для описания того, как создавались слова (т.е. из ничего). Примерами тому служили неологизмы kabe (шашки) и male (шахматы). Самый известный реформатор эстонского языка, Йоханнес Аавик, также использовал термин ex nihilo или «свободные конструкции» наравне с другими источниками обогащения лексики (словообразование, словосложение, заимствования из финского). Аавик был членом движения «Noor-Eesti» (эст. Молодая Эстония), которое появилось около 1905 года в Тарту. В словаре Аавика (4 тысячи слов) насчитывается достаточно много слов, образованных «из ниоткуда»: ese (предмет), kolp (череп), liibuma (взбираться), naasma (возвращаться), nõme (глупый, тупой), range (строгий, прямой), reetma (предавать), solge (стройный, гибкий, грациозный; в современном эстонском языке используется graatsiline) и veenma (убеждать). Также сюда относятся nentima (убеждать), nördima (возмущаться), süüme (сознание) и tõik (факт).
Многие словообразования Аавика считались не чистыми ex nihilo, а возникшими под влиянием каких-то языков: русского, немецкого, французского, финского, английского и шведского. Аавик знал древнегреческий, латынь и французский. Так, к числу слов, возникших под влиянием других языков, он относил relv (оружие, от англ. revolver), roim (преступление, от англ. crime), siiras (искренний, от англ. sincere/serious), embama (обнять, от англ. embrace), taunima (осуждать, от фин. tuomita), evima (иметь, владеть; от англ. have), laup (русск. лоб), mõrv (смерть) и mõrvama (убивать, от англ. murder) и laip (труп, тело; от нем. Leiche).
Лингвисты рассматривают эти слова как частный случай морфо-фонемной адаптации иностранной лексемы. Изменения в произношении не могли быть объяснены зарубежным влиянием, а скорее сознательной манипуляцией словом; возможно, Аавик не уделял достаточного внимания к происхождению заимствованных слов, а иногда и замещал исконные слова неологизмами иностранного происхождения. Поэтому в эстонской науке его не расценивают как борца за чистоту языка

## Происхождение слов

### Исконные

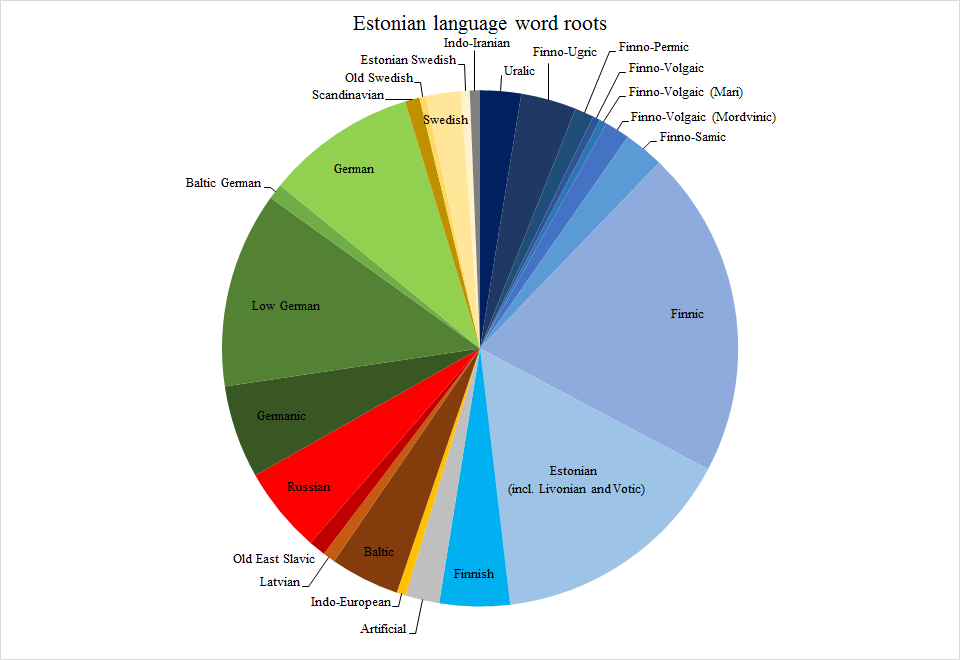
Примерная доля заимствований в эстонском

Исконные слова в эстонском классифицируется по дальности связи с уральскими языками.
- «Уральские» слова имеют родственные им в самоедских языках;
- «Финно-угорские» слова — в угорских языках;
- «Финно-пермские» слова — в пермских языках;
- «Финно-волжские слова» — в марийском или мордовском языке;
- «Финно-саамские слова» — в саамском языке;
- «Финские» — в прибалтийско-финских языках.

| Происхождение  | Число корней | Примеры в семантической зоне | Примеры в семантической зоне | Примеры в семантической зоне | Примеры в семантической зоне |
| Происхождение  | Число корней | Природа и человек | Культурные понятия | Абстрактные понятия |                              |
| -------------- | ------------ | --- | --- | --- | ---------------------------- |
| Уральское      | 120          | * Анатомия: keel (язык), kõrv (ухо), luu (кость), maks (печень), põlv (колено), põsk (щека), silm (глаз), muna (яйцо), neelama (глотать), pala (кусок), sulg (перо) - Состояния: elama (жить) koolma (умереть), pelgama (бояться), tundma (чувствовать) - Природа: suvi (лето), päev (день), kaja (эхо), kuu (Луна), lumi (снег), soo (болото), vesi (вода), juga (водопад) - Растения: puu (дерево), kuusk (ель), kõiv (берёза), murakas (морошка) - Животные: kala (рыба), küü (змей, уж, червяк), sisalik (ящерица)                                        | * Технология: tuli (огонь), süsi (янтарь, уголь), suusk (лыжи), nool (стрела), pura (бур), sõudma (грести), punuma (вязать), vask (медь), vöö (пояс), pada (горшок), leem (суп) - Общество: vägi (сила, власть), sala (тайно), naine (женщина), nimi (имя)               | * Базовые понятия: minema (идти), tulema (прийти), ujuma (плавать), kaduma (исчезать), mõskma (мыть) - Места: ala (под), üla (над), esi (впереди), taga (сзади) - Грамматика: m(in)a (я), s(in)a (ты), see (это), kes (кто), mis (что), too (то), ei (нет) - Числа: kaks (2), viis (5) |                              |
| Финно-угорское | 270          | * Анатомия: aju (мозг), üdi (костный мозг), hing (душа), huul (губа), pea (голова), pii (зуб), päkk (пята), sapp (желчный пузырь), vats (живот) - Природа: ilm (погода), jää (лёд), koit (рассвет), talv (зима), sügis (осень), voor (друмлин) - Растения: paju (ива), pihl (рябина), kask (берёза), mari (ягода), pohl (брусника) - Животные: kamar (корка), nugis (куница), siil (ёж), hiir (мышь), püü (тетерев), mõtus (глухарь), vares (ворон), pääsuke (ласточка), säga (сом), säinas (язь), särg (таракан), täi (вошь), kusilane (муравей), koi (моль) | * Технология: põlema (сжечь), küdema (гореть, греть), või (масло), väits (нож), vestma (резать), sau (глина), sõba (плащ) - ise (сам), iga (возраст) - Общество: küla (деревня), isa (отец), poeg (сын), küdi (шурин), kond (объединение), nõid (ведьма), sepp (кузница) | aru (причина) - Прилагательные: valge (белый), hahk (серый), süva (глубокий), uus (новый) - Числа: üks (1), kolm (3), neli (4), kuus (6) |                              |
| Финно-пермское | 50–140       | Анатомия: kõht (живот), kõri (горло), säär (нога) Природа: koobas (пещера), põrm (почва, пыль) Растения: peda(jas) (сосна), kuslapuu (жимолость), oks (ветвь), pähkel (орех), kiud (волокно) Животные: kotkas (орёл), orav (белка), peni (собака), sõnnik (удобрение) | rehi (рига), kuduma (вязать), amb (арбалет), mõla (весло, гребец), õng (угол), äi (зять, свекровь), äike (гром) | parem (верно, правильно), vana (старый), lõuna (юг, полдень), meel (разум) |                              |
| Финно-волжское | 100–150      | Анатомия: selg (спина), koon (морда), käpp (лапа) Природа: kevad (весна), täht (звезда), järv (озеро) Растения: haab (осина, тополь), saar (ясень), tamm (дуб), vaher (клён), sarapuu (газель), õlg (солома) Животные: lehm (корова), siga (свинья), kurg (аист, журавль), kurvits (песочник), parm (слепень), sääsk (галлица) | vaim (дух), pett (сливочное масло), jahvatama (молоть), keema (варить), hiilgama (растапливать), käis (рукав), piir (граница), vene (лодки), lell (дядя), kargama (прыгать), pesema (мыть), püsima (остаться), lüpsma (доить)                                            | Прилагательные: aher (бесплодный), jahe (прохладный), kõva (жёсткий), süva (глубокий) |                              |
| Финно-саамское | 130–150      | vihm (дождь), sammal (слякоть), org (долина), vili (плод), põõsas (куст), põud (засуха) | veli (брат), ime (чудо), luule (поэзия) | õnn (удача, счастье) taga (позади), tõsi (правда), nälg (голод), küll (уверенно) |                              |
| Финское        | 600–800      | higi (пот), külg (бок, сторона), põder (лось), oja (поток, ручей), udu (туман), hobu (лошадь), jänes (заяц), konn (лягушка), mänd (сосна), neem (мыс), saar (остров) | aeg (время), eile (вчера), laps (ребёнок), rahvas (народ), linn (город), nuga (нож), king (обувь) | kõne (разговор), sõna (слово), julge (храбрый) |                              |

### Заимствования
| Прото-индо-европейские (гипотетически) | Около 50 | 5000–3000 до н.э.       | koib (нога), kõrv (ухо), kube (зерно), liha (мясо), lõug (подбородок), nahk (кожа), rind (грудь), mägi (вершина), mets (лес), nõmm (болото), soo (топь), ahven (окунь), koger (карась), koha (судак), rääbis (ряпушка), siig (сиг), vimb (лещ), helmes (шарик, дробь) |
| Индо-европейские и индо-иранские       | 20–45    | 3000–1000 до н.э.       | jumal (Бог), koda (дом, зал), mesi (мёд), sool (соль), osa (часть), sada (сто), põrsas (поросёнок), rebane (лис), varss (телёнок), sarv (рог), puhas (чистый), utt (овцематка), vasar (молос), vedama (тащить, тянуть) |
| Прото-балтийские и балтийские          | 100–150  | 1500–500 до н.э.        | hammas (зуб), hani (гусь), hein (сено), hernes (горошек), hõim (племя), oinas (погода), puder (каша), põrgu (ад), ratas (колесо), seeme (семена), sein (стена), mets (дерево), luht (береговой луг), sõber (друг), tuhat (тысяча), vagu (борозда), regi (сани), vill (шерсть), veel (больше), kael (шея), kirves (топор), laisk (ленивый) |
| Прото-германские и германские          | 380      | 2000 до н.э. – XIII век | * Сельское хозяйство: agan, ader (плуг), humal, kana (курица), kaer (овёс), rukis (рожь), lammas (овца), leib (хлеб), põld (поле) - Рыболовство и морское дело: aer (весло), mõrd (рыбная ловушка), laev (корабль), noot (невод)', puri (парус) - Металлы: kuld (золото), raud (железо), tina (олово) - Продукты: sukk (чулок), katel (чайник), küünal (свеча), taigen (тесто) - Общество: kuningas (король), laen (заём), luna (выкуп), raha (деньги), rikas (богатый), vald (приход) - Природа: kalju (скала), kallas (берег), rand (побережье) - Прочее: arbuma (колдовать), tabama (бить, ловить), armas (дорогой), taud (болезнь), kaunis (красивый), ja (и) |
| Старославянские                        | 50–75    | X – XIII века           | * aken (окно), haug (копьё), kasukas (шуба), sahk (пахарь), sirp (серп), turg (рынок), teng(elpung) (деньги) - Религия: pagan (язычник), papp (поп), raamat (книга), rist (крест) |
| Прото-латвийские                       | 40       | VI – VII века           | kanep (конопля), lääts (чечевица), magun (мак), udras (выдра), kõuts (кот), palakas (лист), lupard (шум), harima (обучать, очищать), kukkel (булочка), vanik (гирлянда), laabuma (процветать), kauss (ваза), mulk (житель Вильянди), pastel (кожаные тапочки) |
| Нижнесаконские                         | 750      | XII – XVI века          | - kool (школа), neer (почка), ribi (ребро), kruus (гравий), torm (буря) - Ботаника: kõrvits (тыква), peet (свёкла), salat (салат), petersell (петрушка), münt (монета), köömen (каравай), loorber (лавр), palm (пальма), tamm (дамба), roos (роза), ploom (слива), hunt (волк) - Кулинария: köök (кухня), kruubid (грош), kringel (выпечка), pannkook (мука для блинов), pekk (жир), prantssai (тип выпечки), sült (мускулы), vorst (сосиска), õli (масло), tärklis (крахмал), pruukost (завтрак), kruus (кружка), pann (кастрюля), pütt (бочка), korv (корзина), lähker (бурдюк), toober (чан), tiik (бассейн), lamp (лампа), lühter (канделябр) - Одежда: käärid (ножницы), teljed (ткацкий станок), vokk (вращающееся колесо), lõuend (холст), samet (вельвет), siid (шёлк), vilt (фетр, шерсть), kuub (шуба), kört (юбка), loor (фата), müts (шапка), muda (грязь), mantel (плащ), püksid (брюки), vammus (шуба), nööp (кнопка) - Архитектура: hoov (двор), häärber (поместье), kelder 'cellar', kemmerg (туалет), korsten (камин), ruum (комната), saal (зал), tall (конюшня), trepp (лестницы), vall (стена), võlv (подвал) - Технология: haamer (молот), hing (шарнир), höövel (станок), kellu (штукатурка), kapp (шкаф), pink (скамья), tool (стул), jaht (охота), jääger (охотник), kants (замок), kütt (охотник), laager (лагерь), lahing (бой), piir (пирс), püss (ружьё), tääk (штык), vaht (часы) - Религия: altar (алтарь), ingel (ангел), jünger (апостол), psalm (псалом), prohvet (пророк), salm (стих), preester (священник), troost (утешение), pihtima (исповедоваться), vöörmünder (церковный сторож), piiskop (епископ), sant (калека) - Люди: preili (госпожа), memm (старая женщина), mats (деревенщина), härra (джентльмен), proua (госпожа), kelm (жулик), narr (шут, дурак), naaber (сосед), kuller (курьер), laat (ярмарка), selts (общество), krahv (граф), saks (немец, аристократ), arst (врач), plaaster (гипс, лента), hangeldama (заниматься контрабандой), küürima (мыть, чистить), tingima (торговаться, совершать сделку) - Измерения: kortel (четверть), matt (мера) toll (дюйм), vaagima (весить), viht (масса), üür (рента), paar (пара), piik (копьё), tosin (дюжина), veerand (четверть), näärid (новый год), reede (пятница), tund (час), vastlad (Масленица) - Морское дело: ankur (якорь), kiil (киль), tüür (руль), praam (паром), madrus (матрос), pootsman (боцман), kotermann (клабаутерман), loots (лоцман), kipper (шкипер) - Искусство: kaart (карта), kunst (искусство), maaler (художник), maalima (рисовать), paber (бумага), trükkima (печатать), uurima (изучать), trumm (барабан), tantsima (танцевать), piip (труба), vilepill (свисток), pasun (рожок), just (именно), topelt (двойной), väärt (ценный) |
| Шведские                               | 140      | XIII – XVII века        | kratt (демон), kroonu (армия), kuunar (шхуна), pagar (пекарь), näkk (морская дева), plasku (фляжка), plika (девушка), tasku (карман), räim (селёдка), tünder (ствол), moor (старуха), puldan, tont (призрак) |
| Русские                                | 350      | XIV – XX века           | kapsas, tatar, puravik, riisikas, sihvka, kiisu, suslik, kulu, prussakas, tarakan, naarits, soobel, uss; noos, moiva, vobla, mutt; kamorka, putka, sara, lobudik, trahter, koiku, nari, pruss, tökat; hõlst, kamass, kirsa, kombinesoon, kott, puhvaika, marli, pintsak, retuusid, trussikud; kiisel, pontšik, rosolje, rupskid, borš, uhhaa, morss, samagon; batoon, kissell, plombiir, povidlo, šašlõkk, uhhaa; plotski, mahorka, pabeross; mannerg, kopsik; nuut, kantsik, piits, tupik, relss, jaam; kabi, knopka; kasakas, kasarmu, karauul, katelok, kiiver, munder, nekrut, pagun, polk, ranits, sinel, tentsik, utsitama, timukas, rajoon, türm, pops, artell; palakas, haltuura, parseldama, parisnik, siva, tolk, tots, pujään, kitt, tuur, ladna, prosta, sutike; kaanima, kostitama, kruttima, kupeldama |
| Верхненемецкие                         | 500      | XVI – XX века           | larhv, lokk, seitel; kastan, pappel, kirss, jasmiin, jorjen, kartul, tulp, vihk; ahv, auster, kalkun, siisike, miisu, mops, taks, kits, vau, viidikas, nepp, pistrik; klimp, klops, kotlet, kompvek, supp, tort, viiner, soust, vahvel, vürts, vein; jope, kittel, kampsun, kleit, vest, lips, värvel, sall, pluus; kamin, pliit, käär(kamber), sahver, latter, kabel, palat; pult, sohva, leen, kummut, kardin, sahtel; uur, klade, klamber, latern, sihverplaat, silt; opman, oober, tisler, tudeng, velsker, virtin, antvärk, aadlik, kärner, kilter, kutsar, lärm, oksjon, krempel, klatš; krehvtine, hull, liiderlik, napp, noobel, ontlik, plass, tumm, trammis; kleepima, klantsima, mehkeldama, sehkendama, rehkendama, trimpama, pummeldama, praalima, turnima; ahoi, proosit, hurraa, hopp, hallo |
| Финские                                | 90       | XIX – XX века           | aare, sangar, harras, jenka, julm, jäik, sünge, tehas, uljas, vaist, vihjama, säilima, kuvama, haihtuma, anastama |
| Еврейские                              | < 5      |                         | jaana(lind) (страус), tohuvabohu (хаос) |
| Цыганские                              | менее 5  |                         | manguma (просить) |

### Другие
| Эстонский язык и неизвестного происхождения | ок. 1000 | räni (кремний), roie (лента), salk (группа), videvik (сумерки), jäärak (долина), ila (слюна), aas (луг), lubi (известь), lõhn (запах), kaan (пиявка), kesv (ячмень), ürp (плащ), hiili- (проникать), mahe (милый), mõru (горький), raip (падаль), roni- (лазать) + многочисленные ономатопоэтические-описательные слова |
| Искусственного происхождения                | 50–60    | veenma (убеждать), roim (преступление), laip (труп), kolp (череп), relv (оружие), ese (вещь), süüme (сознание), mõrv (убийство), ulm (сон), siiras (искренний), range (жёсткий, сильный, прямой), sulnis (мягкий, сладкий), nõme (глупый), taunima (не соглашаться), naasma (возвращаться), reetma (предавать), embama (обнять), eirama (игнорировать), eramu (частный дом), etlema (выступать), kõlar (оратор, крикун), külmik (холодильник), meede (мера), meene (сувенир), siirdama (пересаживать), teave (информация), teismeline (тинейджер), teler (телевизор), üllitis (публикация), ärandama, levima, süva(muusika), taies (произведение искусства), rula (скейтборд) |